# Попајан
Попајан (шп. Popayán) јесте главни град колумбијског департмана Каука. Смештен је у југозападној Колумбији, између Западног и Централног планинског масива (Кордиљери). Има 258.653 становника у урбаном делу, а површину 483 км2; налази се на 1.760 м надморске висине, а просечна температура је 18 °C.
Град је познат по колонијалној архитектури и значајном утицају на колумбијски културни и политички живот. Познат је и као „Бели град”, због боје већине колонијалних грађевина у градском центру, међу којима су многе цркве (нпр. Сан Франсиско, Сан Хосе, Белен, Санто Доминго, Сан Агустин, те катедрала-базилика Нуестра Сењора де ла Асунсион — позната као „Ла Катедрал”). Градска катедрала је место где се чува Андска круна, маријанистички девоциони предмет из 16. века који садржи смарагде узете од цара Инка Атавалпе. Продата је ради финансирања локалних инстутиција здравства.
Попајан је био дом 17 председника Колумбије, као и значајних песника, сликара и композитора. Универзитет Каука (1827), један од колумбијских најстаријих и најзначајнијих факултета, смештен је у овом граду; Попајан је стога познат и као универзитетски град. У близини је и Национални природни парк Пурасе. Највећи град у близини је Кали, у департману Вале дел Каука, северно од Кауке.
Већи део оригинале архитектуре града срушен је 31. марта 1983, у земљотресу. Иако је много зграда обновљено, срце града још увек има рушевина. Године 2005, Унеско је прогласио Попајан првим градом гастрономије, због разноликости и доприноса на овом пољу колумбијске културе. Кулинарска историја департмана Каука одабрана је јер одржава традиционалне методе припреме хране, које се усмено преносе генерацијама. Године 2009, Унеско је такође прогласио Поворку Свете недеље (шп. Semana Santa) Ускрса Ремек-делом усмене и нематеријалне баштине човечанства.

## Галерија
- Иглесија де Сан Франсиско (ентеријер)
- Сат-кула
- Катедрала
- Катедрала (ентеријер)
- Улица
- Црква Сан Хосе (ентеријер)
- Црква Сан Хосе
- У граду
- Град поподне
- Бели град